# Юсейн Болт
Юсейн Болт (на английски: Usain St Leo Bolt) е ямайски спортист, лекоатлет.
Носител е на световни и олимпийски рекорди в бягането на 100 метра – 9,58 сек. (от 16 август 2009 г.), на 200 метра – 19,19 сек. (от 20 август 2009 г.), в щафета 4 х 100 метра с отбора на Ямайка – 36,84 сек. от Олимпийските игри в Лондон (2012).
Заради името и постижението му е наричан с прозвището Мълнията (Lightning bolt).

## Биография
Роден е в малкия град Шъруд Кънтент, област Трилони, Ямайка, учи в William Knibb High School. На 15-годишна възраст печели злато и два сребърни медала на световния шампионат за младежи 2002 година в Кингстън.
На световното младежко първенство по лека атлетика през 2003 година, става първи в бягането на 200 метра с резултат 20,40 сек. През 2004 година става първи отново на 200 метра с резултат 19,93 сек.
На шампионата в Ямайка през 2007 година Болт побеждава в дистанцията от 200 m, с резултат 19,75 секунди, подобрявайки с 0,11 сек. националния рекорд, датиращ от преди 36 години, поставен от Дон Куори (на английски: Don Quarrie).
На Световния шампионат по лека атлетика в Осака, Япония 2007, завоюва сребърен медал, победен от американеца Тайсън Гей.
През май 2008 година Болт преодолява стометровата дистанция за 9,76 секунди, което време е втори резултат в историята на тази дистанция, след световния рекорд на сънародника му Асафа Пауъл.
По-малко от месец по-късно, на 31 май 2008, Болт побеждава на 100 m с резултат 9,72 секунди, установявайки нов световен рекорд (предишният рекорд е 9,74 секунди).
Привърженик е на Манчестър Юнайтед.

### Олимпиада в Пекин 2008
На Олимпийските игри в Пекин 2008, Болт дава заявка още в квалификациите, че потенциала му е огромен, ставайки първи в серията. На 16 август става олимпийски шампион с невероятния резултат от 9,69 сек., като дори няколко метра преди финала си позволява да намали темпото, поздравявайки публиката. Невероятното му представяне в Пекин продължава на 20 август, когато във финала на 200 m, завършва първи, с резултат 19,30 секунди, нов световен и олимпийски рекорд, с което подобрява рекорда на Майкъл Джонсън (19,32 сек.), поставен на 1 август 1996 година по време на Олимпийските игри в Атланта. На 22 август става олимпийски шампион и световен и олимпийски рекордьор с отбора на Ямайка, в щафетата 4х100 метра, с резултат 37,10 секунди. Щафетата е в състав: Неста Картър, Майкъл Фрейтър, Юсейн Болт и Асафа Пауъл. През 2016 година щафетата е декласирана заради положителна допинг проба на Неста Картър.

### Световно първенство „Берлин 2009“
На 16 август 2009 г., Юсейн Болт подобрява собствения си световен рекорд от Олимпиадата в Пекин. Новото му постижение е 9,58 секунди, което го прави най-бързия човек за всички времена. На 20 август 2009 на Световното първенство поставя нов Световен рекорд в дисциплината 200 метра, с постижение 19,19 сек. На 22 август 2009 г., Юсейн Болт участва на щафетата 4х100 m, с отбора на Ямайка, която завърши на 1-во място с постижение 37,32 сек.

### Олимпиада в Лондон 2012
На Олимпиадата в Лондон печели златните медали в бяганията на 100 m и 200 m, съответно с олимпийски рекорд от 9,63 секунди и 19,32 секунди. По този начин става единственият спринтьор в историята на олимпийските игри, който успява да защити титлите си и в двете дисциплини. Печели и трети златен медал – с щафетата на 4х100 метра, с нов световен рекорд от 36,84 секунди.